# شون جانون
شون جانون (بالإنجليزية: Sean Gannon)‏ هو لاعب كرة قدم أيرلندي، ولد في 11 يوليو 1991 في دبلن في جمهورية أيرلندا. لعب مع نادي دوندالك.

## وصلات خارجية
- شون جانون على موقع الاتحاد الأوربي (الإنجليزية)
- شون جانون على موقع قاعدة بيانات كرة القدم.إي يو (الإنجليزية)
- شون جانون على موقع Soccerway.com (الإنجليزية)
- شون جانون على موقع عالم كرة القدم.نت (الإنجليزية)
- شون جانون على موقع AS.com (الإسبانية)